# Alvøen

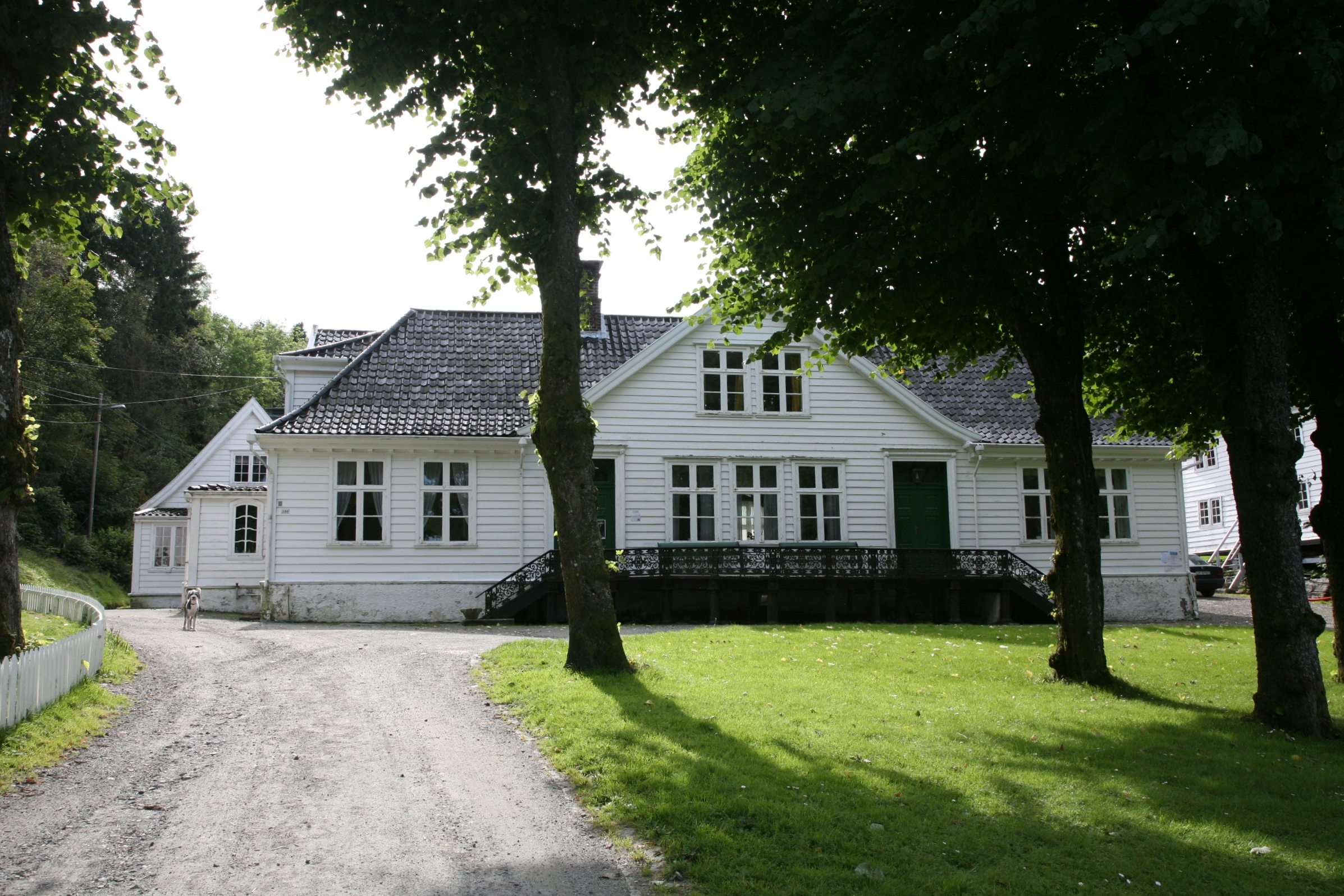
Le bâtiment principal à Alvøen, photographie de Nina Aldin Thune

Alvøen ou Alvøy est le nom d'une ferme et d'un lieu situé dans le quartier de Laksevåg dans la ville de Bergen, en Norvège. L'usine Alvøens Papirfabrik a fabriqué à Alvøen du papier depuis 1797, mais cette Usine à papier a définitivement arrêté sa production en 1981. C'était la plus ancienne papeterie du pays. L'usine ainsi que la demeure du directeur furent transformées en musées que l'on peut désormais visiter depuis 1983. Ce musée constitue une branche du Musée d'art décoratif de l'ouest de la Norvège.
Alvøen s'ouvre sur le détroit de Vatlestraumen, à l'ouest de Bergen, là où le navire cargo "Rocknes" heurta un rocher sous-marin et chavira en janvier 2004. L'épave fut remorquée vers Alvøen, stabilisée et partiellement examinée avant d'être finalement envoyée à la base CCB de Ågotnes à Sotra pour des examens plus approfondis et une réparation du navire.

### Référence de traduction
- (en) Cet article est partiellement ou en totalité issu de l’article de Wikipédia en anglais intitulé « Alvøen » (voir la liste des auteurs).